# Plusiotricha fletcheri
Plusiotricha fletcheri är en fjärilsart som beskrevs av Claude Dufay 1972. Plusiotricha fletcheri ingår i släktet Plusiotricha och familjen nattflyn. Inga underarter finns listade i Catalogue of Life.